# Dichtheid (verkeerskunde)
Dichtheid binnen de verkeerskunde betekent het aantal voertuigen per kilometer weglengte op een zeker moment. Meestal wordt als dichtheidssymbool k gebruikt.